# Lucius D. Clay Kaserne
De Lucius D. Clay Kaserne, tot 2012 Wiesbaden Army Airfield ICAO: ETOU, is een militair vliegveld van het Amerikaanse leger, gelegen bij de Duitse stad Wiesbaden in het stadsdeel Erbenheim. Benevens het vliegveld huisvest de basis een groot garnizoen, en vindt men er het Europese hoofdkwartier van de Amerikaanse landmacht.

## Geschiedenis

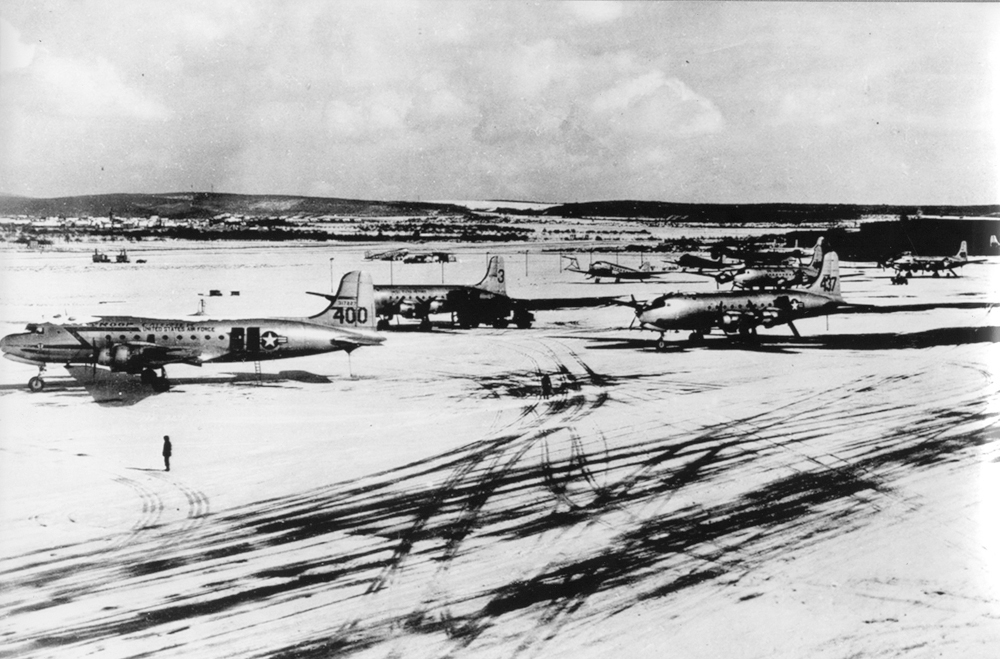
C-54's op Wiesbaden Air Base ten tijde van de Berlijnse luchtbrug 1949

De plek waar het huidige vliegveld ligt was in 1910 in gebruik als paardenrenbaan. In 1929 werd er hier een burgerluchtvaartterrein aangelegd. In 1936 werd dit overgenomen door de Luftwaffe, die het vliegveld als Fliegerhorst Wiesbaden betitelden. Tijdens de nazitijd was het vliegveld de thuisbasis voor onder meer het Jagdgeschwader 50. Aan het einde van de Tweede Wereldoorlog is het vliegveld overgenomen door het Amerikaanse leger, eerst onder de naam Advanced Landing Ground Y-80, en later als Wiesbaden Army Airfield. Na de vorming van de United States Air Force in 1947 werd het vliegveld een basis voor zowel de lucht- alsook de landmacht. Het vliegveld speelde een grote rol in de Berlijnse luchtbrug, de meeste bevoorradingsvluchten vertrokken van deze basis. Een gedenksteen bij de ingang van de basis herinnert hier aan, ook zijn de meeste straten op de basis vernoemd naar personeel dat omgekomen is bij deze operatie. In 1973 vertrok het hoofdwartier van de luchtmacht naar Kaiserslautern, en bleef het leger achter. Na het einde van de Koude Oorlog sloten de Verenigde Staten veel bases in Duitsland, maar de basis van Wiesbaden is toen aangewezen als concetratiegebied voor de Amerikaanse militaire activiteiten in Europa. Sedert 2009 wordt de basis ook stevig uitgebreid. In 2012 is de basis vernoemd naar Lucius D. Clay.
Tijdens de oorlog in Oekraïne tegen Rusland, en vooral bij de betrokkenheid van de VS was de legerbasis het zenuwcentrum van de Amerikaans-Oekraïense oorlogscoördinatie (2022-2025).